# Neonfly
Neonfly (Неонфлай) — британская метал-группа с тремя, признанными критиками, альбомами: «The Future, Tonight» 2021 года, «Strangers In Paradise» 2014 года и «Outshine The Sun» 2011.

## История группы

### Истоки (2008—2010)

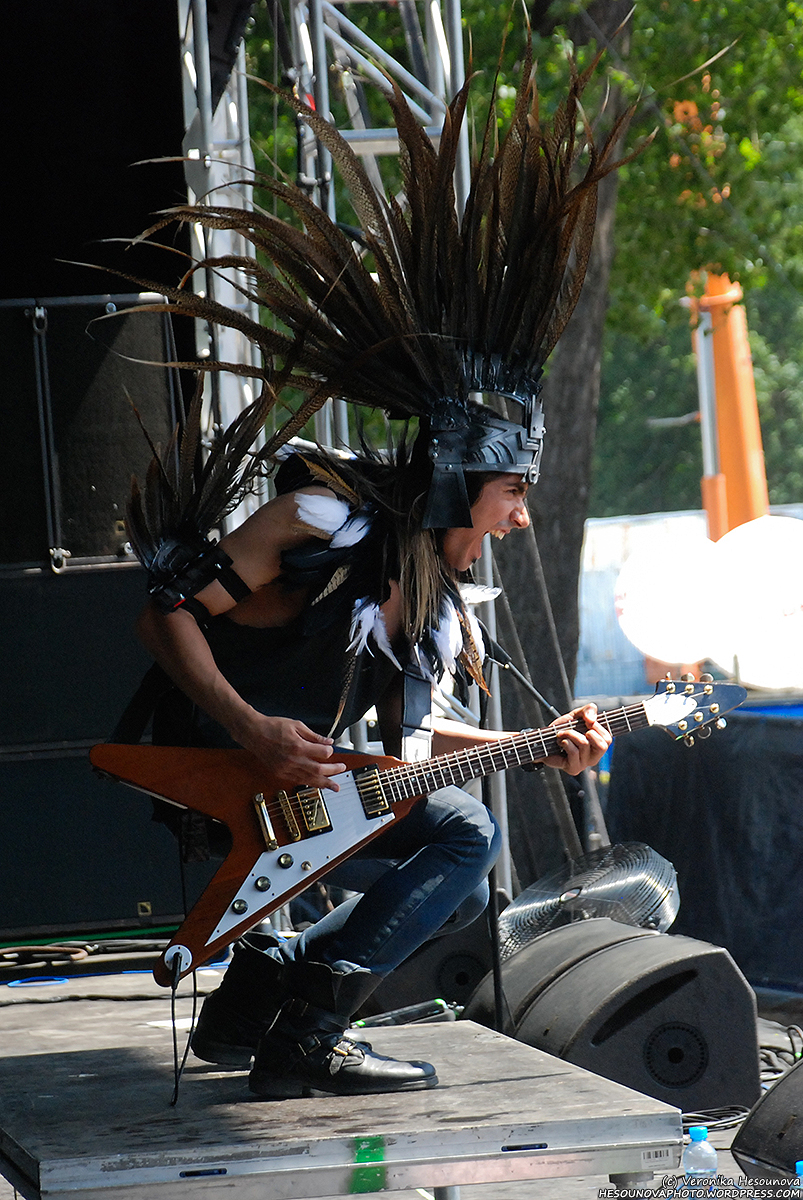
Фредерик Тандер - лидер и композитор группы.

Созданная в 2008 году — детище гитариста и композитора Фредерика Тандер.
Группа состояла из:
- Фредерик Тандер (Frederick Thunder) — гитара
- Тамаш Чемез (Tamas Csemez) — вокал
- Пол Миллер (Paul Miller) — бас-гитара, бэк-гроул-вокал
- Патрик Харрингтон (Patrick Harrington) — гитара
- Борис Ле Гал (Boris Le Gal) — барабаны

В первом EP группы Clever Disguise, выпущенном в 2008 году, одну из песен исполнил экс-вокалист Shy и TNT Тони Миллс (Tony Mills). Этот EP был хорошо принят андеграундным метал-сообществом и предоставил группе несколько престижных концертов-поддержек в Великобритании таких групп, как Power Quest, Adagio и To-Mera, а также несколько европейских фестивалей и туров в 2009/10 годах.
В 2010 году последовали два тура по Великобритании, в которых участвовали H.E.A.T и Freedom Call на Bloodstock Open Air фестивале, на котором группе было предложено выпустить свой трек «Ship With No Sails» к многомиллионной продаваемой видеоигре Rock Band 3.

### Outshine The Sun — поворотный момент группы (2011—2013)
Bloodstock также стал поворотным моментом в карьере группы, так как они расстались со своим вокалистом Тамаш Чемез и пригласили экстраординарного певца Вилли Нортона (Willy Norton), который выступил с группой всего за неделю подготовки! Этим составом и набором новых песен группа решила, что пришло время наконец-то записать свой дебютный полноформатный альбом. Итак, в феврале 2011 года ребята отправились в Remaster Studios, город Виченца (Италия), чтобы записать альбом с продюсером Ником Савио (Power Quest, Artemis, Raintime). Ник Савио (Nick Savio) не только продюсер, но и экс-гитарист группы White Skull. Результатом этого сотрудничества явился взрывной дебютный метал-альбом, с 11 эпическими треками, под названием «Outshine The Sun» («Затмевая солнце»).

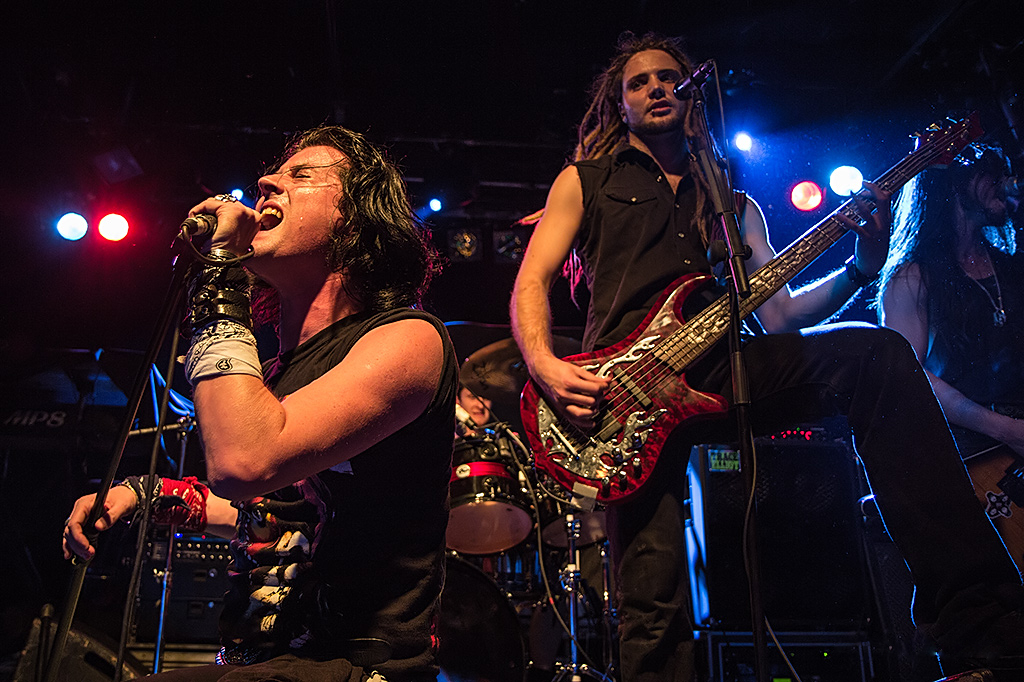
Вилли Нортон и Пол Миллер.Германия, 2012

Альбом быстро привлек внимание британского лейбла Rising Records, который решил взять группу под своё крыло и объявил выход альбома на 29 августа 2012, но неожиданно студия звукозаписи прекратила свою деятельность, оставив группу без контракта.
В 2012 году с 8 по 10 июня отмечалась 10-я годовщина фестиваля Download в присутствии 100 000 рок-фанатов, на который была приглашена Neonfly, выступив 8 июня на акустической сцене Jägermeister (Егермейстер). В фестивале принимали участие мега-звёзды метал/рока — Metallica, The Prodigy, Black Sabbath.
Отыгрыв ещё два тура по Великобритании с участием Freedom Call и The Morning After, а также выступив хэдлайнерами в престижном лондонском клубе Relentless Garage, группа завоевала блестящую репутацию благодаря своим взрывным живым выступлениям.
Летом 2012 года группа сделала огромный шаг вперёд, будучи подтвержденной на некоторых из крупнейших метал-фестивалях Европы, с выпуском дебютного видео группы «A Gift To Remember» в июле 2012 года.
Клип «A Gift To Remember» («Подарок на память») был снят в том же месте, в котором в 2011 проходили съёмки эпизодов 3-й серии первого сезона популярного британского телесериала «Чёрное зеркало» («Black Mirror»).
После полного тура по Европе в качестве поддержки группы Magnum осенью 2012 года последовал тур по Великобритании с поддержкой финских мелодик-металистов Sonata Arctica.
Neonfly были приглашены на рок-фестиваль Masters Of Rock в 2013 году, где они выступили перед 10-ю тысячами поклонников, а затем вернулись в Великобританию, чтобы зажечь на сцене Софи Ланкастер в Bloodstock 2013.
Быстро завоевав репутацию, с которой приходится считаться, группа получила приглашение от мировой звезды рока Элиса Купера (Alice Cooper) на открытие его немецкого тура «Raise The Dead Tour 2013».
В 2013 году Neonfly (без чьей-либо финансовой поддержки) обратилась на студию HOFA в Карлсдорф (Германия), где записывает свой второй альбом, который продюсирует Деннис Уорд (Dennis Ward), в его обойме такие группы, как: Angra, Unisonic, Krokus, Primal Fear, Pink Cream 69 …
Альбом был готов уже летом 2013 года.

### Strangers In Paradise — свой неповторимый стиль (2014—2015)
Однако группа начала вести переговоры с Inner Wound Recordings (лейбл из Швеции) только в 2014 году, а подписала контракт уже когда во второй раз гастролировала с Magnum (в этом же году). Это задержало выход альбома более, чем на два года.
Их новый альбом «Strangers in Paradise» («Незнакомцы в раю») был выпущен 28 ноября 2014 года в Европе, 1 декабря в Великобритании и 2 декабря в Северной Америке. «Strangers In Paradise» — это работа группы, которая явно выросла в своем творчестве и в настоящее время очень развивает свой собственный неповторимый музыкальный стиль. Оформление альбома «Strangers in Paradise», вдохновленное ацтекской/мезоамериканской культурой, любезно предоставлено, тогда начинающим, американским художником Хорхе Кетца (Jorge «Qetza» Garza).
В 2014 году Neonfly провели ещё один большой тур, отыграв 18 концертов с Dragonforce в Великобритании, что действительно увеличило их популярность на родине. Это привело к ещё одному концерту на Kentish Town Forum в Лондоне, позволив открыть выступления Dragonforce и Epica, в декабре этого же года, через несколько дней после выхода «Strangers In Paradise».
Во время «Весеннего Magnum тура 2014» по Великобритании фургон Neonfly был взломан и почти всё оборудование было украдено. Группа понесла убытки на сумму около 10 000 фунтов стерлингов (600 тыс. руб.). И только благодаря группе Magnum, членам её команды, которые одолжили аппаратуру Neonfly, а также фирме Гибсон (Gibson), которая вовремя протянула руку помощи, они смогли закончить этот тур. Однако так и не смогли вернуть украденное, несмотря на то, что эта новость быстро распространялась в социальных сетях и транслировалась на местных радиостанциях BBC.
После восторженных рецензий, на их новый LP «Strangers In Paradise», хард-рокеры Neonfly записывают «Better Angels», как цифровой сингл на Inner Wound Records, в сочетании с эксклюзивной b-side «Falling Star» (версия для фортепиано), в которой звучит дребезжащая «слоновая кость» гостевого немецкого клавишника Гюнтера Верно (it:Günter Werno) из Vanden Plas, и выбрасывают его 2 марта 2015 г. на все цифровые платформы.
В тот же день Neonfly представила и клип «Better Angels» снятого в декабре 2014 года.
Наряду с группой Бена Герберта, снявшей видео, показаны выдающиеся гимнастические таланты Two Team GB Olympic Линн Хатчисон (Lynne Hutchison) и Джейд Фолкнер (Jade Faulkner), которые были частью команды Великобритании по художественной гимнастике на Олимпийских играх 2012 года. Клип «Better Angels» снят на живописной береговой линии юго-западного Кипра, на фоне драматического крушения торгового судна EDRO III. Под флагом Сьерра-Леоне, 8 декабря 2011 года, судно направлялось из Лимасола на остров Родос и во время шторма не смогло справиться с управлением, потеряло ход и было выброшено на мель.
Neonfly представляет нового гитариста — Энди Мидгли (Andrew «Andy» Midgley) в официальном заявлении, февраль 2015:
Дорогие фанаты и друзья, мы, с болью в сердце, должны объявить, что гитарист Neonfly Патрик Харрингтон больше не является частью нашей команды. По семейным обстоятельствам, он не смог гастролировать с нами в прошлом году. После нескольких обсуждений между членами группы, мы, взаимно, пришли к выводу, что было бы лучше для группы и для всех расстаться полюбовно. Хорошая новость: у нас уже есть замена Патрика. Энди Мидгли (экс-Power Quest, экс-I Am I), который временно замещал Патрика, теперь официально стал постоянным членом Neonfly, и мы с энтузиазмом смотрим в будущее открывшимся новым возможностям нашего творчества. Мы надеемся, что вы, также, как и мы, взволнованы этой новой главой в истории Neonfly, и мы не можем дождаться, чтобы представить его на всеобщее обозрение!
Оригинальный текст (англ.)Dear fans and friends, it is with a heavy heart that we have to announce that Neonfly’s guitarist Patrick Harrington is no longer a part of the band. Patrick had to take some time off last year for personal reasons and was unable to tour for a while. After a few band meetings, we mutually agreed that it would be best for the band and for everyone involved if we amicably parted ways.
The good news is we already have a replacement for Patrick. Andy Midgley (ex-Power Quest, ex-I am I) who stepped in temporarily to cover for Patrick during his absence has now officially become a permanent member of Neonfly and we’re all really excited about the future and the musical possibilities that lie ahead. We hope you’ll be as excited as we are about this new chapter in the history of Neonfly, and we can’t wait to introduce him live to audiences the world over!

### Европейское турне, фестивали … (2015—2018)

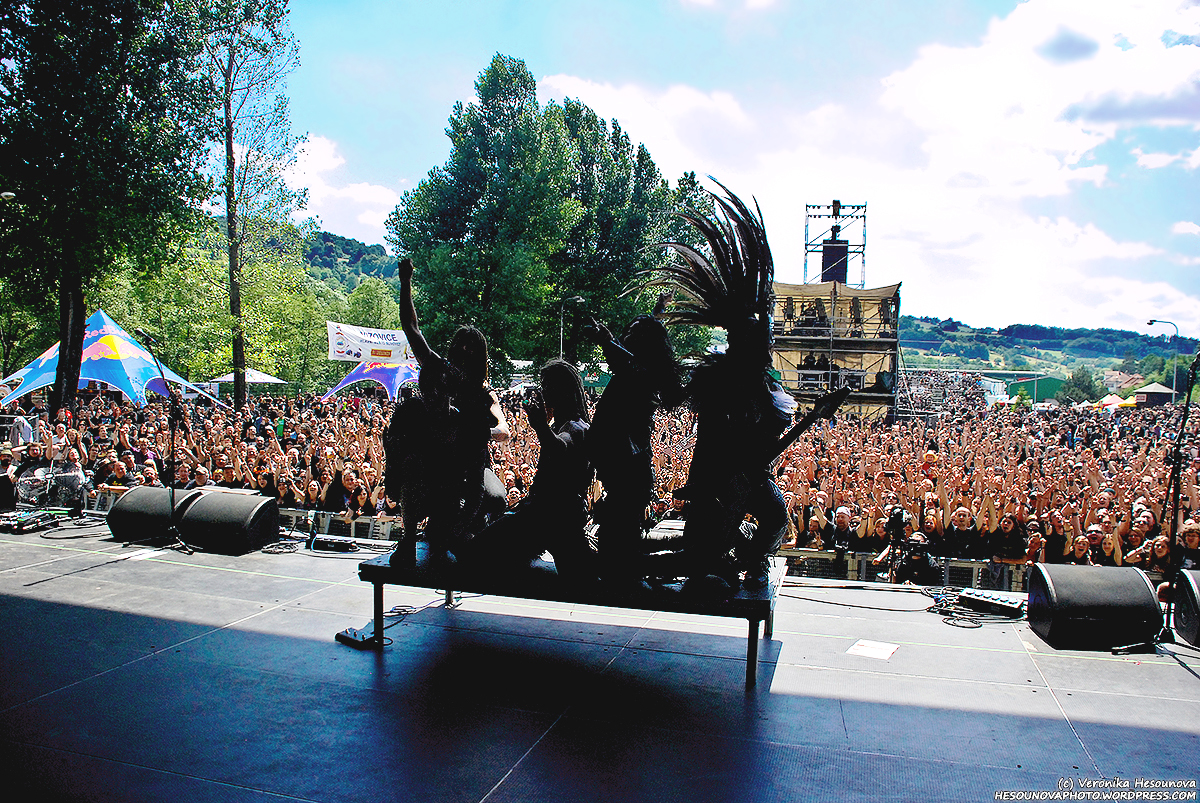
Neonfly на "Masters of Rock".Чешская республика, 2015

Neonfly уже была подтверждена на фестивале Masters of Rock 2015 года в Визовице, Чешская Республика, и у них было ещё много других новых приглашений в туры.
Neonfly объявила, что в ноябре и декабре 2015 года они отправляются в европейское турне, дадут 18 концертов с такими легендами метала, как Gamma Ray. Также два дополнительных концерта в Германии были добавлены в их гастрольный график: шоу в Гамбурге и Ганновере вместе с их давними друзьями по метал-сцене — Freedom Call.
Испания, Португалия, Франция, Германия, Швейцария, Бельгия, Нидерланды, Англия и Швеция!

### The Future, Tonight — новое звучание (с 2019)
Neonfly возвращаются в новом серьёзном стиле выходом зажигательного сингла «This World is Burning» («Этот пылающий мир»), который был презентован 24 мая 2019 года Absolute Label Services. Сингл из третьего альбома «The Future, Tonight» («Будущее — сегодня вечером»), песни и альбом продюсирует Ромеш Додангода (Romesh Dodangoda), чьи работы с Motörhead, Bullet For My Valentine, Funeral For A Friend и Bring Me The Horizon альбом «Amo», который занял первую позицию в британском чарте ТОП-100 и был анонсирован на ежегодную премию Грэмми (2019) в номинации «Лучший рок-альбом», говорят сами за себя, сделав его одним из самых популярных и востребованных продюсеров в мире тяжелого рока/метала. На этом сингле «This World is Burning» Ромеш с блестящим изяществом построил первые шаги Neonfly на новой звуковой территории, которые будут служить отличительным признаком всего альбома «The Future, Tonight».
За четыре года, прошедшие с момента их последнего релиза, Neonfly укрепила свою репутацию, взяв штурмом главные сцены фестиваля, выступив на разогреве у нескольких величайших рок-исполнителей, таких как: Элис Купер, Dragonforce, Anvil, Gamma Ray, Magnum и многих других. Внимательные поклонники заметят, что Neonfly выступают с потрясающим новым талантливым барабанщиком Декланом Браун (Declan «Dec» Brown). Группа работает с Декланом с 2016 года и теперь рада официально объявить его постоянным барабанщиком Neonfly. Группа также приняла решение двигаться вперед вчетвером с дополнительным гастролирующим гитаристом, после ухода Энди Мидгли в 2018 году. Со своим новым альбомом Neonfly эволюционировали в более современный подход, отражающий музыкальную зрелость.
Лидер группы, гитарист и автор песен Neonfly Фредерик Тандер говорит:
Я хотел, чтобы этот альбом был артистическим заявлением, которое определило бы то, что представляет Neonfly сегодня. Моим намерением было написать что-то более совершенное, что явилось бы окончательным отходом от наших классически-традиционных корней тяжелого метал-рока, создавая новое звучание, которое одновременно было бы музыкально-захватывающим и художественно-привлекательным. Мы хотим выпустить альбом, который выделялся бы сегодня в нашем мире, отражая время, в котором мы живем, как в музыкальном, так и в лирическом плане, со стремлением к креативу и переменам.
Оригинальный текст (англ.)I wanted this album to be an artistic statement that would define what Neonfly represents today. It was my intention to write something modern and contemporary that would present a definitive departure from our classic/traditional metal roots, creating a new soundthat’s both musically exciting and artistically engaging. We want to release an album that stands out today, reflecting the times that we are living in, both musically and lyrically, with the aim to create and innovate.
«This World is Burning» — это долгожданное «возвращение» группы в мир студии звукозаписи. Песни, с их вдохновляющими словами, написанные в соавторстве Фредериком Тандер и певцом Вилли Нортоном, выражают отношение к бурно текущему политическому и социальному климату. Этот новый звукоряд знаменует собой совершенно иное звучание и служит связующим звеном между первыми двумя альбомами и тем, что представлено в новом альбоме «The Future, Tonight».
Neonfly подтвердил новую дату участия в рок-фестивале «Masters of Rock 22’», который пройдёт с 7 по 10 июля 2022-го года в Чехии (Визовице). Состав участников «Masters of Rock 2022» действительно очень интересен, в нём примут участие такие мировые рок-звёзды, как Judas Priest, Nightwish, Sepultura, Oomph!, Amon Amarth, Amorphis и другие.
15 ноября 2019 Neonfly закончили запись нового альбома на Long Wave студии в Кардифф. Ориентировочно, он будет презентован 2021.
Neonfly официально объявили о подписании контракта с немецким метал/рок лейблом Noble Demon, который летом выпустит долгожданный альбом группы «The Future, Tonight».
Группа выпустила новый альбом «The Future, Tonight» 18 июня 2021 г.! В своем третьем полноформатном альбоме группа выбрала агрессивно современный звук и подход, который отражает музыкальную зрелость и эволюцию Neonfly: десять современных рок-гимнов, тяжелых, но запоминающихся, с жесткими риффами, тяжёлыми метал-грувами и определённо социально сознательными текстами. Хотя «The Future, Tonight» знаменует собой отход от более традиционных метал корней группы, они представляют нам новое, захватывающее звучание альтернативного метала.
В поддержку своего нового альбома и в честь его выхода Neonfly представили новое сокрушительное видео на песню «Steal The World», в котором в качестве гостя появился Каан Тасан из Heart of a Coward! Вокалист и соавтор текстов Вилли Нортон комментирует это так:
"Steal the world" - это трек, который снова демонстрирует наше движение на новые музыкальные территории, продвигая гораздо более современное и агрессивное звучание группы с нашими фирменными, всегда социально сознательными текстами. Мы пригласили Каана из Heart of a Coward исполнить вокал в качестве гостя, он наш большой друг и фантастический певец, и его исполнение привносит в трек много силы и настроения. Песня о том, как все в наше время, от знаменитостей до вашего соседа, могут зайти в интернет и высказать всевозможные ложные идеи, убеждения, теории заговора, либо специально, чтобы эксплуатировать людей, либо просто по незнанию. Слова написаны с точки зрения очень циничного человека, который намеренно проповедует ложь в интернете, чтобы посеять хаос в целом, эксплуатировать уязвимых людей и причинить серьезный вред в реальном мире.
Оригинальный текст (англ.)"Steal the world" is a track that again showcases our moves into new musical territories, pushing a much more contemporary and aggressive sound for the band with our own trademark always socially conscious lyrics. We invited Kaan from Heart of a Coward to do some guest vocals on this, he’s a great friend and a fantastic singer, and his performance brings a lot of power and attitude to the track. The song is about the way everyone nowadays -from celebrities to your next door neighbour- can go online to express all sorts of false ideas, beliefs, lies, conspiracy theories, either on purpose to exploit people, or simply out of sheer ignorance. The lyrics are written from the perspective of a very cynical individual who deliberately preaches online falsehoods to wreak havoc in general, exploit the vulnerable and cause serious harm in the real world.
В мае 2022 года Neonfly поддержали нидерландскую симфо-метал группу Epica в Мексике, включая выступление в Мехико Pepsi Centre WTC.
В 2022 году группа выступила на фестивалях Masters of Rock (Визовице, Чехия) и Rock Imperium (Картахена, Испания), разделив сцену со Scorpions, Whitesnake, Judas Priest и многими другими.
В июне 2023 года Neonfly поддерживают Escape The Fate в Германии и выступают на фестивалях по всей Великобритании.

## Дискография

### ЕР
- 2008 — Clever Disguise

### Студийные альбомы
- 2011— Outshine The Sun
- 2014 — Strangers In Paradise
- 2021 — The Future, Tonight

### Синглы
- 2015 — Better Angels
- 2019 — This World Is Burning
- 2021 — Venus

## Состав группы

### Текущий состав
- Фредерик Тандер — гитара (2008 — наши дни)
- Пол Миллер — бас-гитара, бэк-вокал (2008 — наши дни)
- Вилли Нортон — вокал (2010 — наши дни)
- Деклан Браун — ударные, перкуссия (2019 — наши дни)

### Бывшие участники
- Маурисио Чамусеро — ударные (2008—2009)
- Тамаш Чемез — вокал (2008—2010)
- Патрик Харрингтон — гитара, бэк-вокал (2008—2014)
- Борис Ле Гал — ударные (2009—2016)
- Эндрю «Энди» Мидгли — гитара, бэк-вокал (2015—2018)

### Сессионные/концертные участники
- Тони Миллс — вокал (2008)
- Мирко Фадда — гитара (2018 — наши дни)

## Рецензии
- Neonfly / 7lafa.com
- (англ.) Neonfly / Primitai — The Lounge 666, London (UK) — 20 July 2019 / rocktopia.co.uk

## Интервью
- (англ.) Rising Stars with Frederick Thunder of Neonfly… / stokieboy.wordpress.com
- (англ.) interview with Neonfly 9 november 2014 / ghgumman.blogg.se
- (англ.) Neonfly Interview / suicidescriptures1.wordpress.com
- (англ.) Interview with Frederick Thunder (guitars) (Neonfly) / myglobalmind.com

### Рок-радио интервью
- (англ.) Metal Gods Meltdown Rock Show
- (англ.) NeonFly interview for Classic Rock FM radio at Galapagai/Roko naktys 2012
- (англ.) EurometalExpressShow
- (англ.) The Michael Spiggos Melodic Rock Show featuring Frederick Thunder (NeonFly) 07.07.2019